# Departamento Lules
Lules es un departamento ubicado en la provincia de Tucumán (Argentina). Limita al norte con los departamentos Tafí Viejo, Yerba Buena y Capital, al este con los departamentos Cruz Alta y Leales, al sur con el departamento Famaillá y al oeste con el departamento Tafí del Valle. La ciudad de San Isidro de Lules constituye su cabecera y centro urbano más importante. Otras localidades importantes son Villa Nougués, San Pablo y El Manantial, esta última perteneciente al conglomerado del Gran San Miguel de Tucumán.

## Toponimia
El nombre de este departamento se debe a que antiguamente el territorio estaba habitado por la etnia indígena de los Lule, aunque desde hace ya casi tres siglos la mezcla los hace criollos en los que están los linajes europeos en un 45 %.

## Economía
La agricultura y un creciente sector industrial constituyen la base de su economía. En la ciudad de Lules y sus alrededores se levantan empresas textiles, de producción de alimentos (Arcor) y de papel (Papel Tucumán).
Algunos de los principales atractivos turísticos de la provincia de Tucumán se encuentran localizados en el territorio de este departamento: por ejemplo la ya citada Villa Nougués y La Quebrada de Lules.así mismo también se destacan las Ruinas de la Iglesia y Convento de San José de Lules que datan del siglo XVII y que fueran declaradas Monumento Histórico Nacional en 1944.

## Población
En 2010 el departamento contó con 68 474 habitantes.
Para el censo 2022 el departamento registró 93 552 habitantes; lo que representó un aumento en la cantidad de personas del 36,6% mayor que el crecimiento poblacional provinciala situado en 16,6%. Estos datos le valieron al departamento tener la quinta mayor población de la provincia.

## Sismicidad
La sismicidad del área de Tucumán (centro norte de Argentina) es frecuente y de intensidad baja, y un silencio sísmico de terremotos medios a graves cada 30 años.
- Sismo de 1861: aunque dicha actividad geológica catastrófica, ocurre desde épocas prehistóricas, el terremoto del 20 de marzo de 1861 (164 años) con 12.000 muertes,[5] señaló un hito importante dentro de la historia de eventos sísmicos argentinos ya que fue el más fuerte registrado y documentado en el país. A partir del mismo la política de los sucesivos gobiernos del norte y de Cuyo han ido extremando cuidados y restringiendo los códigos de construcción.[4] Y con el terremoto de San Juan de 1944 del 15 de enero de 1944 (81 años) los gobiernos tomaron estado de la enorme gravedad crónica de sismos de la región.
- Sismo de 1931: de 6,3 de intensidad, el cual destruyó parte de sus edificaciones y abrió numerosas grietas en la zona[5][4]